# Hypostrymon critola
Hypostrymon critola är en fjärilsart som beskrevs av William Chapman Hewitson 1874. Hypostrymon critola ingår i släktet Hypostrymon och familjen juvelvingar. Inga underarter finns listade i Catalogue of Life.

## Bildgalleri

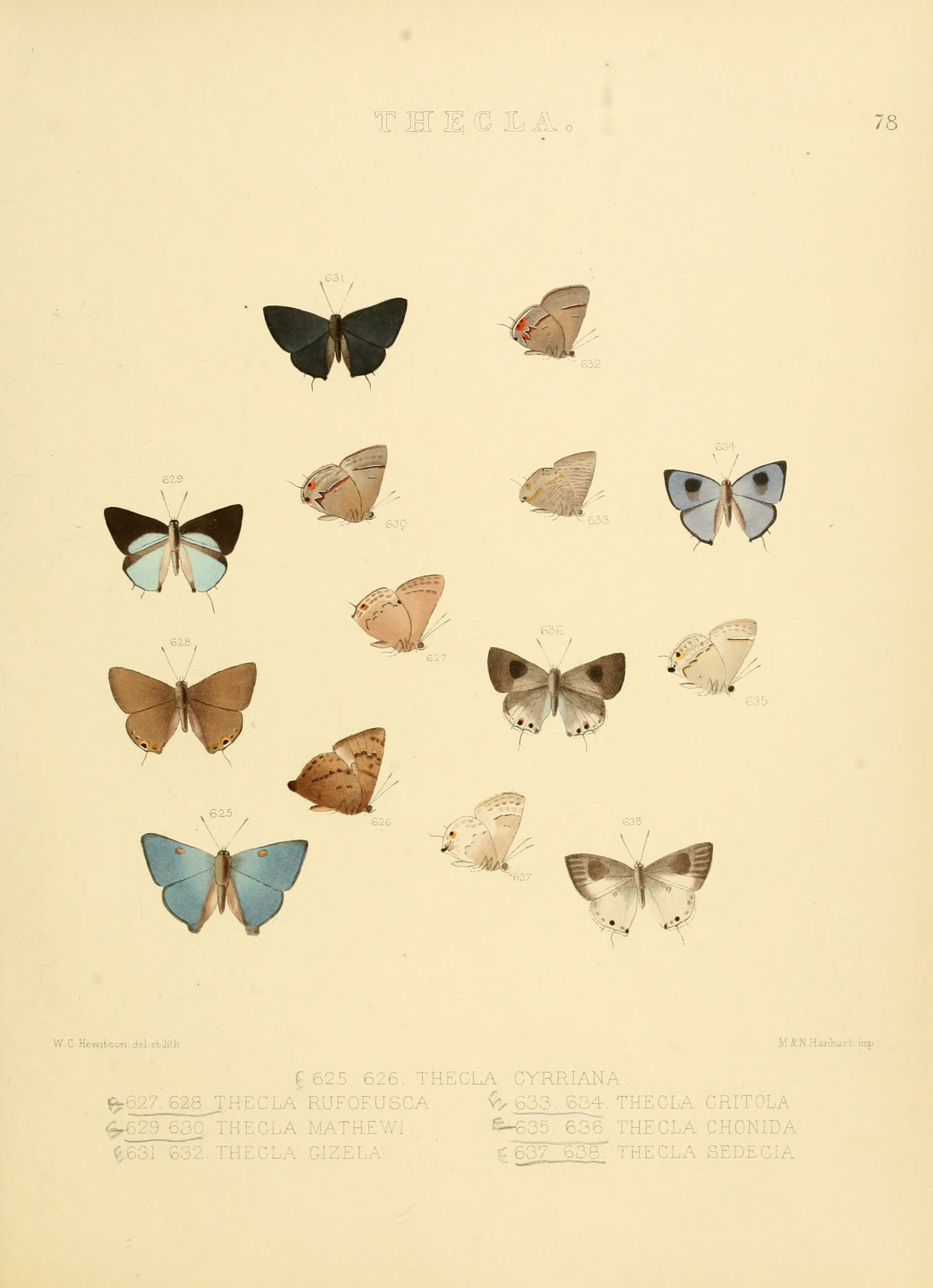